# Paul Finsler
Paul Finsler (Heilbronn, 11 april 1894 - Zürich, 29 april 1970) was een Duits-Zwitserse wiskundige. 
Finsler deed zijn doctoraalstudies aan de Technische Hochschule Stuttgart. Hij promoveerde in 1919 onder de supervisie van Constantin Caratheodory aan de Universiteit van Göttingen. Zijn habilitatie  ontving hij in 1922 aan de Universiteit van Keulen. In 1927 werd hij benoemd aan de wiskundige faculteit van de Universiteit Zürich. In 1944 werd hij daar tot gewoon hoogleraar benoemd. 
Finslers proefschrift ging over de differentiaalmeetkunde. 
Paul Finsler is het meest bekend door het feit dat Élie Cartan in 1934 de Finsler-variëteit naar hem vernoemde.  

## Externe bron
- (en)  Paul Finsler op MacTutor